# Philippe Pierlot

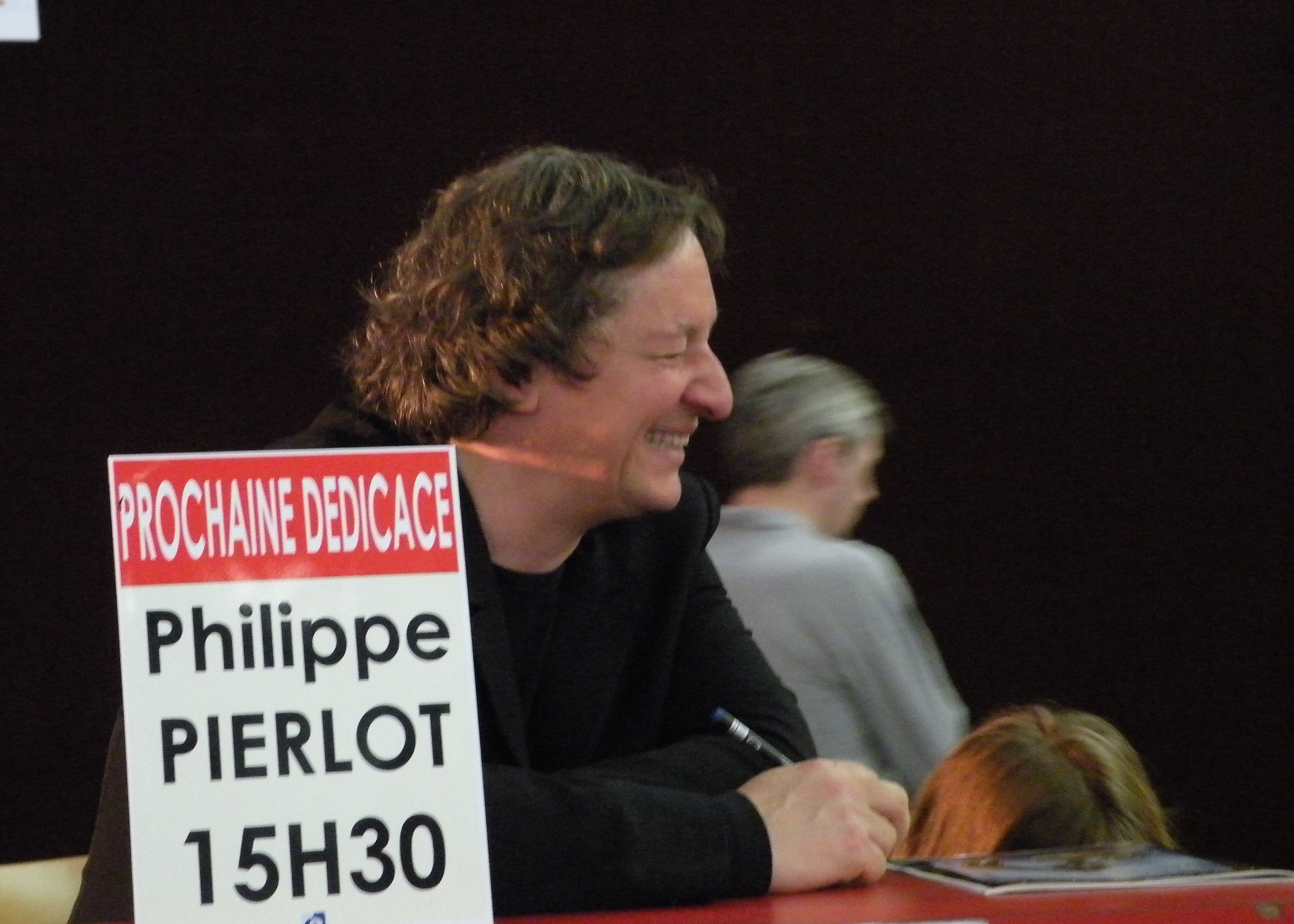
Philippe Pierlot während la Folle Journée 2009

Philippe Pierlot (* 1958 in Lüttich) ist ein belgischer Gambist und Dirigent, im Bereich der historischen Aufführungspraxis.

## Leben
Philippe Pierlot, Sohn des gleichnamigen Architekten, erlernte als 12-Jähriger das Spiel der Blockflöte, der Gitarre und der Laute als Autodidakt. Das Spiel der Viola da Gamba erlernte er bei Wieland Kuijken. In den 1980er Jahren war er Lehrer für dieses Instrument am Konservatorium in Maastricht. Er gründete 1980 mit François Fernandez und Bernard Foccroulle das „Ricercar-Consort“. Mit seinen inzwischen über 50 CD-Einspielungen mit diesem Ensemble für das zeitgleich, gemeinsam mit dem belgischen Musikhistoriker Jerôme Lejeune und Bernard Foccroulle gegründete Plattenlabel Ricercar, machte er viele unbekannte Meisterwerke von fast vergessenen Komponisten einer breiten Öffentlichkeit zugänglich.
Sein Repertoire umfasst auch zeitgenössische Werke, von denen einige ihm persönlich gewidmet sind. Außerdem ist er einer der wenigen Interpreten, die das Spiel des Baryton beherrschen, jenes Lieblingsstreichinstruments des Fürsten Esterhazy, für welches Joseph Haydn rund 150 Werke komponierte.
Pierlot war bis 2006 Professor für Gambe an der Hochschule für Musik Trossingen und unterrichtet derzeit an den Konservatorien von Brüssel und Den Haag. Gemeinsam mit den Musikerkollegen François Fernandez und Rainer Zipperling hat er 1991 das Schallplattenlabel Flora gegründet.

## Diskografie
Aus seiner umfangreichen Diskografie sind die Aufnahmeserien Deutsche Barockmusik und Deutsche Barockkantaten, das vollständige Vokalwerk von Nicolaus Bruhns, das Gesamtwerk von Matthias Weckmann sowie die Gesamteinspielung des Werkes für Gambe von Marin Marais (1995) zu erwähnen. 1999 führte er die letztkomponierte Oper von Marais auf, ein Werk, das seit 300 Jahren nicht mehr aufgeführt wurde und in dem einige verloren gegangene Stimmen durch ihn neu komponiert wurden. 2001 machte er die Gesamtaufnahme der Grands Motets von dem ebenfalls aus der Lütticher Gegend stammenden Barockkomponisten Henri Dumont.